# VAG 9A-motor
VAG 9A motoren er en 16 ventilet 2,0 liters 4-cylindret benzinmotor fra VAG-koncernen. Den er en opboret udgave af den gamle 16 ventilede 1,8 liter motor med kode KR.
I 1993 blev ydelsen hævet til 150 hk (kode ABF).